# かご形三相誘導発電機
かご形三相誘導発電機（かごがたさんそうゆうどうはつでんき）は、かご形三相誘導電動機を交流発電機として運転するものである。

## 可変電圧可変周波数制御インバータ法
周波数を滑りが負となるように制御して発電機として動作させる。

### 特徴
- 単独運転できる。
- 単独運転時の安定度が小さい。
- 高速な制御装置が必要である。

### 用途
- 回生制動

## 他励方式
大きな電力系統に接続し、滑りが負となるように外部から回転させる。

### 特徴
- 安定度が大きい。
- 単独運転できない。
- 誘導電動機同様の構造であるため安価かつ堅牢である。
- 同期発電機の場合と比較し同期検定装置の設置の必要が無い。
- 強制並列となるため、誘導電動機の始動電流同様に投入時系統に急激な電圧変動を及ぼす可能性があるため、始動用リアクトルの設置等の対策が必要となる場合がある。

### 用途
上記の特徴から比較的安価に電力系統への並列が可能となるため、小規模な発電所に向く。ただし、電力会社は誘導発電機による低圧連系は認めていないので、高圧による数十ｋwからの規模の小水力発電や風力発電での採用が多い。
- 小出力の水力発電・風力発電。

## 自励方式
コンデンサを電動機端子に接続し、コンデンサの無効電力で自己励磁し、すべりが負となるように外部から回転させる。